# J. Geils
John Warren "J." Geils Jr. (Nueva York, 20 de febrero de 1946-Groton, Massachusetts; 11 de abril de 2017) fue un guitarrista estadounidense, popular por ser el fundador de la agrupación de rock The J. Geils Band.

## Carrera

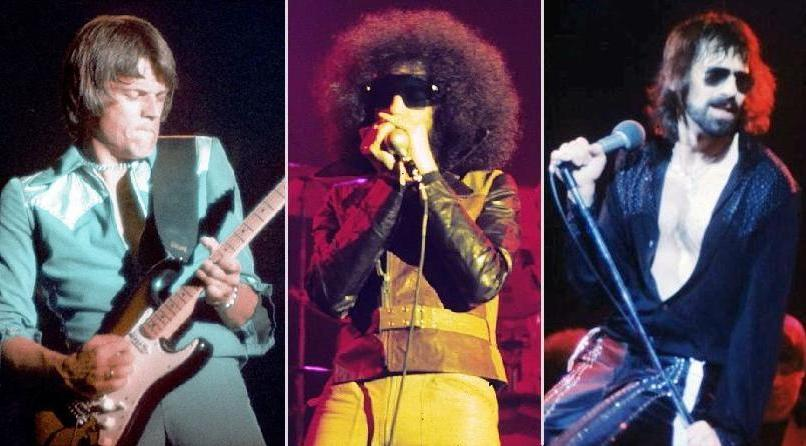
J. Geils, Magic Dick y Peter Wolf, miembros de la J. Geils Band

Desde una temprana edad empezó a interesarse en álbumes de Benny Goodman, Duke Ellington y Count Basie de la colección de su padre, quien lo llevó a ver una presentación del músico Louis Armstrong. Más tarde formó la agrupación The J. Geils Blues Band con los músicos Danny Klein, Magic Dick Salwitz, Stephen Jo Bladd y Peter Wolf, con Seth Justman ingresando en la banda antes de la publicación de su álbum debut en 1970.
The J. Geils Band tomó como influencias la música soul y el rhythm and blues, pero finalmente se orientó hacia el pop rock con el lanzamiento del álbum Love Stinks (EMI, 1980). Su siguiente álbum, Freeze Frame, produjo la canción "Centerfold", la cual alcanzó el tope de las listas de éxitos por seis semanas. Luego de algunas tensiones internas en la banda, en 1985 sus músicos tomaron caminos separados. Geils abandonó la guitarra por algunos años para dedicarse a la restauración de autos. Retornó a la música en 1992 cuando produjo un álbum de Danny Klein y formó la banda Bluestime con su anterior compañero de banda Magic Dick.

## Fallecimiento
Geils fue encontrado muerto a los 71 años en Groton, Massachusetts, el 11 de abril de 2017.

## Discografía
- Jay Geils Plays Jazz! (Stony Plain, 2005)
- Jay Geils, Gerry Beaudoin and the Kings of Strings, con Aaron Weinstein (Arbors Records, 2006)
- Toe Tappin' Jazz (North Star, 2009)

Bluestime
- Bluestime (Rounder, 1994)
- Little Car Blues (Rounder, 1996)

New Guitar Summit
- New Guitar Summit (2004)
- New Guitar Summit: Live at the Stoneham Theatre (2004)[9]